# Jake e i pirati dell'Isola che non c'è
Jake e i pirati dell'Isola che non c'è (Jake and the Never Land Pirates) è una serie animata statunitense basata sul franchise Disney Peter Pan, a sua volta basato sul celebre romanzo dello scrittore britannico J. M. Barrie. È la prima serie trasmessa da Disney Junior. I personaggi della serie sono doppiati da Colin Ford, Madison Pettis, Jonathan Morgan Heit, David Arquette, Corey Burton e Jeff Bennett.  La quarta stagione adottò il nuovo titolo Capitan Jake e i pirati dell'Isola che non c'è.

## Trama
(Battuta ricorrente dei protagonisti)
I protagonisti sono una ciurma di giovanissimi pirati. Il loro capo è Jake, seguito dai suoi amici Izzy, Cubby e Skully, un pappagallo parlante. La ciurma va sempre in cerca di tesori, spostandosi fra varie isole con la loro nave Bucky, guadagnando dobloni d'oro. Ad ostacolarli c'è Capitan Uncino, il suo nostromo Spugna e i due pirati Randa e Fiocco.

## Personaggi

### Protagonisti
- Jake: è il capo della ciurma, nonché il più grande del gruppo. Possiede la Spada di Pan, appunto donatagli da Peter Pan. Doppiato in italiano da Ruggero Valli, con la parte cantata di Leonardo Caneva.
- Izzy: è l'unica ragazzina del gruppo, possiede una polvere fatata che le permette di volare nei casi di emergenza. Doppiata in italiano da Sara Labidi.
- Cubby: è il più piccolo del gruppo. È un po' goffo e pauroso. Doppiato in italiano da Riccardo Suarez.
- Skully: è un pappagallo verde che spesso fa da mentore ai protagonisti. Doppiato in italiano da Gianfranco Miranda.

### Antagonisti
- Capitan Uncino: ostacola le missioni di Jake, venendo però sempre sconfitto ed è continuamente perseguitato da un coccodrillo di nome Cocò. È molto egoista e prepotente. Doppiato in italiano da Carlo Reali.
- Spugna: è il nostromo tuttofare di Capitan Uncino, nonché suo aiutante. Doppiato in italiano da Enzo Avolio.
- Fiocco: è un mozzo di Capitan Uncino, alto e magro. Doppiato in italiano da Massimiliano Alto.
- Randa: è un mozzo di Capitan Uncino, basso e robusto. Doppiato in italiano da Luigi Ferraro.
- La Strega del Mare: è un'infida megera dalla pelle verde, arcinemica della strega Nebulosa e della Principessa Pirata che trasforma in statue d'oro chiunque osi ostacolarla. Doppiata in italiano da Grazia Migneco.
- Beatrice Le Becco: è una piratessa malefica e senza scrupoli arcinemica di Uncino che cerca sempre di batterlo nel rubare tesori, ma senza successo, perché lei e il pirata litigano sempre. Doppiata in italiano da Claudia Razzi.
- Artiglietto: lo sparviero dalle crudeli azioni di Beatrice Le Becco, fedele alla sua padrona che cerca sempre di aiutarla nelle sue imprese.

## Episodi

### Stagione 1
- Nascondi il nascondiglio - La conchiglia a pois

- Il cappello di Uncino - Fuga dal Monte Comignolo

- Lo skateboard - Mai dire mai

- Yo-ho! La merenda è scomparsa! - Una palla da basket alla deriva!

- Niente è impossibile! - Il giorno delle pulizie!

- Il giorno di Capitan Uncino - Nessun ritorno

- La scatola segreta di Izzy - Che vinca il migliore!

- Divertimento...  su due ruote! - Corsa alla montagna senza picco!

- Cubby e il tesoro sommerso - Il pesce d'oro di Cubby

- La tavola da surf - I cavallucci marini

- Il mistero dell'uovo d'oro - Raggruppiamoci!

- Il fiore magico - In cerca della stella marina

- Il picnic del pirata! - La magica chiave dello scheletro

- Uncino e la foca birichina - Il cocco di smeraldo

- Il tesoro del crepuscolo d'oro! - Scuoti il coccodrillo!

- L'elefante con sorpresa! - Tutti a ritmo di bongo!

- Salviamo la Baia dei Coralli - Lo scambio del forziere!

- Un'amica per Skully - Tutti i tesori del Capitano

- La principessa pirata - La bacchetta arcobaleno

- La spada e la roccia - Il bello del baseball

- L'inverno che non c'è - Uncino su... ghiaccio!

- La notte della zucca dorata - Dolcetto o tesoretto

- Il cucciolo pirata - La roccia del rock

- Il pappagallo di Uncino - La magia dell'albero d'oro

### Stagione 2
- Il ritorno di Peter Pan

- Bucky e l'ancora d'oro - L'arcobaleno che non c'è!

- Il flauto di Peter Pan - La stella della notte che non c'è

- Gli uncini di Uncino - Il camaleonte di Spugna

- La pista del teschio! - Capitan Uncino è scomparso!

- La mamma del Capitano - Vai con la polvere magica!

- Una piuma nel cappello di Uncino - La balena e il mal di pancia

- La laguna di Capitan Uncino - Bucky Sottomarino

- La canzone della sirena - Il tesoro delle maree

- La Valle degli insetti giganti - La Regina dell'Isola che non c'è

- Uncino e la gattina Miagolina - In campeggio con Uncino

- Jake salva Bucky

- Dolcetto, scherzetto e tesoro - La stagione della strega del mare

- Cubby e lo scambio di mappe - Il nuovo simpatico amico di Jake

- I pirati del deserto - La grande piramide pirata

- Il compleanno di Jake - Il diamante del faro

- Il tridente-tesoro di Izzy - Il minigolf pirata

- A tavola col Capitano - Un esperto per Capitan Flynn

- Una nave con le ali - Il mistero dell'Isola Misteriosa

- Il solletico del bucaniere - Il serpentello di mare

- Uncino innamorato - Ballando sull'Isola che non c'è

- Jake e la pianta di fagioli - Cappuccetto Rosso

- Il potere dell'amicizia - Il doblone fortunato

- Jake salva l'isola

- Lo strano uncino di Uncino - La chiave che non c'è

- Il Luau degli alberi Tiki - Capitano chi?

- Agli ordini, Capitan Spugna! - Cappello e gracidio

- Il pirata misterioso - Scambio di pirati

- Jake e Beatrice Le Becco! - Cubby il coraggioso!

- Pirati per la pelle - Le cascate dorate

- F-f-freddissima Isola Che Non C'è! - Piccoli puzzoni

- Cubby, pirata del deserto - La canzone del deserto

- La regina delle sirene

- Una consegna speciale - La gara dei cavallucci marini!

- Sulle tracce del bombo rimbalzante - Sandy e le vongole

- La piantina di Uncino - La spugna d'oro

- Il genio della bottiglia

### Stagione 3
- Il tesoro della Mummia Pirata - Il mistero del tesoro scomparso

- Jake l'invisibile - Il pennuto più carino

- Cubby e l'isola dei granchi - La sabbia del tempo

- Le fiabe del Genio Pirata

- Le pietre cantanti - La voce della regina delle sirene

- Attenti allo starnuto - Baby sitter di pirati

- La gara culinaria dell'isola che non c'è - La valle degli oggetti smarriti

- Robo-pirata - Jake e il mercatino pirata

- Cantala ancora, Cubby! - Scambio di tesori

- Uncino sogna il tesoro - Il potere della principessa

- La tata Nella - Izzy e l'unicorno marino

- La sirena addormentata - La mega spada meccanica

- Nel nascondiglio...  c'è Uncino - Cocò in trappola

- La caccia al tesoro di Bucky! - L'incredibile Cubby

- La storia del fantasma pirata - La regina Izzy-bella

- Jake il lupo - Uncino stregone

- Alla ricerca del libro perduto

- Capitan Scrooge

- La fantastica sorpresa di Jake - Ai vostri ordini, capitani!

- Uncino il genio - Un'incomprensione regale

- Dov'è Mamma Uncino? - Il nuovo hobby di Capitan Uncino

- Capitan Ghiacciolo - Il mostro delle nevi

- Capitan Jake e i pirati dell'Isola che non c'è - Alla conquista del mare che non c'è

- Il pogo pirata - La gara dei malandrini

- Brivido Jack - I Tunnel Del Tesoro

- Il Mistero Alla Festa Dei Tiky - I Racconti Di Ratsputin

- Capitan Sparviero al soccorso - Cocò-Cuccioli

- I quattro piumati - Capitan Mille-Uncini

- Attenti allo squalo - Il re delle scimmie pirata

- Orrore, il genio maligno - Gara sulla sabbia

- Spugna - rentola

### Stagione 4
- Alla ricerca del Cuore di Ghiaccio - L'incredibile Barbinì

- Fuga dall'Isola dei Fantasmi - L'isola del Dottor Ingranaggio

- Il risveglio del Faraone Pirata - La febbre dell'oro

- Il mistero del Grande Colosso - Il Monsone Doblone

- Squali all'attacco - La colossale collisione di Capitan Uncino

- Le scimmie combinaguai - Un'amicizia glaciale

- Il Drago Dorato - I Cento Tesori di Peter Pan

- Un trio di Fantasmi Burloni - Lo scompiglio magico

- Orrore il Faraone - Randa la tigre

- La Creatura della Laguna Blu - Il Minotauro di Argos

- L'isola dei Granchi - La Notte del Lupo di Pietra

- Il Capitan Chisciotte - La ciurma di coccodrilli di Capitan Uncino

- Pesce d'aprile pirata - La città proibita

- L'attacco dei piranha corsari - La marcia dei mostri di lava

- L'apprendista di Barbinì - Primo ufficiale mummia

- Le avventure di Capitan Sparviero

- Randa la tigre colpisce ancora - La ciurma magica di Capitan Jake

- Capitan Uncino e il cuore di pietra

- La legione dei bucanieri